# Граціано Чезарі
Граціано Чезарі (італ. Graziano Cesari, 23 грудня 1956, Парма) — колишній італійський футбольний арбітр, арбітр ФІФА з 1994 по 2002 рік.

## Кар'єра
Розпочав обслуговувати матчі у Серії А в 1990 році, всього через три місяці після дебюту в Серії B. У 1994 році отримав статус арбітра ФІФА і став залучатись до міжнародних матчів.
Загалом у Серії А обслужив 167 матчів, в тому числі ряд дербі, зокрема два матчі «Ювентус» — «Інтернаціонале», одне Міланське дербі, три Римських дербі, один матч «Мілан» — «Ювентус», два Туринських дербі, чотири матчі «Ювентус» — «Рома», 5 ігор «Інтернаціонале» — «Рома», 3 гри «Мілан» — «Рома», а також матч за чемпіонський титул в сезоні 1998/99 між «Лаціо» та «Міланом».
У 2000 році Граціано отримав найвищу нагороду для італійських арбітрів — Премю «Мауро», а в наступному 2001 році судив Суперкубок Італії між «Ромою» і «Фіорентиною». Того ж року обслужив стиковий матч у відборі до чемпіонату світу 2002 року між Австралією і Уругваєм в Мельбурні.
У 2002 році, по закінченні матчу «Інтернаціонале»-«Рома», став першим рефері в історії країни, що в передачі La Domenica Sportiva дав власну інтерпретацію на рішення, прийняті в полі. У тому ж році завершив кар'єру арбітра, оскільки досяг граничного віку.